# Giraldiella levieri
Giraldiella levieri är en bladmossart som beskrevs av C. Müller 1898. Giraldiella levieri ingår i släktet Giraldiella och familjen Hypnaceae. Inga underarter finns listade i Catalogue of Life.